# Eleições regionais na Suécia em 2014

As regiões político-administrativas da Suécia - landsting

As eleições regionais em 2014 das 21 regiões político-administrativas da Suécia - landsting - tiveram lugar no dia 14 de setembro. 

Cada região administrativa corresponde a um condado - län.

Os eleitores elegeram 1662 deputados para as assembleias regionais - landstingsfullmäktige, de onde são escolhidos os conselhos regionais - landstingsstyrelse. 

## Eleições nacionais-regionais-municipais
Simultaneamente são realizadas 3 eleições na Suécia:
- Eleições legislativas para o Parlamento
- Eleições regionais
- Eleições municipais para as Comunas

## Resultados das eleições regionais
Os resultados finais estão publicados na página Eleições para as Assembleias Regionais - Val till landstingsfullmäktige - Autoridade Nacional das Eleições.
| Resultados das Eleições Regionais - Todo o país | Resultados das Eleições Regionais - Todo o país | Resultados das Eleições Regionais - Todo o país | Resultados das Eleições Regionais - Todo o país | Resultados das Eleições Regionais - Todo o país |
| ----------------------------------------------- | ----------------------------------------------- | ----------------------------------------------- | ----------------------------------------------- | ----------------------------------------------- |
| Partido                                         |                                                 |                                                 |                                                 | Porcentagem(%)                                  |
| Partido Moderado                                | Partido Moderado                                |                                                 | 20,6%                                           | 20,6%                                           |
| Partido do Centro                               | Partido do Centro                               |                                                 | 6,4%                                            | 6,4%                                            |
| Partido Popular Liberal                         | Partido Popular Liberal                         |                                                 | 6,0%                                            | 6,0%                                            |
| Partido Democrata-Cristão                       | Partido Democrata-Cristão                       |                                                 | 5,1%                                            | 5,1%                                            |
| Partido Social-Democrata                        | Partido Social-Democrata                        |                                                 | 33,9%                                           | 33,9%                                           |
| Partido da Esquerda                             | Partido da Esquerda                             |                                                 | 7,1%                                            | 7,1%                                            |
| Partido Verde                                   | Partido Verde                                   |                                                 | 6,9%                                            | 6,9%                                            |
| Partido dos Democratas Suecos                   | Partido dos Democratas Suecos                   |                                                 | 9,5%                                            | 9,5%                                            |
| Iniciativa Feminista                            | Iniciativa Feminista                            |                                                 | 0,9%                                            | 0,9%                                            |

### Resultados:Região de Estocolmo

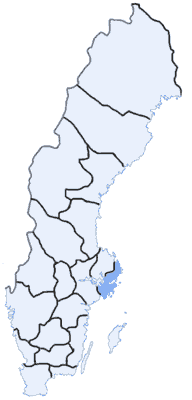

| Partido                            | Votos % |
| ---------------------------------- | ------- |
| Partido Moderado (M)               | 28 %    |
| Partido do Centro (C)              | 4 %     |
| Partido Popular Liberal (F)        | 8 %     |
| Partido Democrata-Cristão (KD)     | 6 %     |
| Partido Social-Democrata (S)       | 27 %    |
| Partido da Esquerda (V)            | 8 %     |
| Partido Verde (MP)                 | 10 %    |
| Partido dos Democratas Suecos (SD) | 6 %     |
| Iniciativa Feminista (Fi)          | 3 %     |

### Resultados:Região da Västra Götaland
| Partido                            | Votos % |
| ---------------------------------- | ------- |
| Partido Moderado (M)               | 22 %    |
| Partido do Centro (C)              | 6 %     |
| Partido Popular Liberal (F)        | 7 %     |
| Partido Democrata-Cristão (KD)     | 6 %     |
| Partido Social-Democrata (S)       | 30 %    |
| Partido da Esquerda (V)            | 8 %     |
| Partido Verde (MP)                 | 8 %     |
| Partido dos Democratas Suecos (SD) | 9 %     |
| Iniciativa Feminista (Fi)          | 0,4 %   |

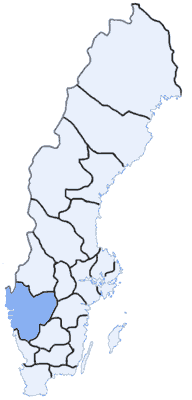

O novo governo da região é uma coligação verde-azul, constituída pelos partidos de centro-direita e pelos verdes: Partido Moderado, Partido do Centro, Partido Popular Liberal, Partido Democrata-Cristão e Partido Verde. 

### Resultados:Região da Escânia

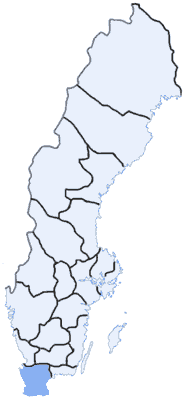
A Região da Escânia

| Partido                            | Votos % |
| ---------------------------------- | ------- |
| Partido Moderado (M)               | 22 %    |
| Partido do Centro (C)              | 4 %     |
| Partido Popular Liberal (F)        | 6 %     |
| Partido Democrata-Cristão (KD)     | 3 %     |
| Partido Social-Democrata (S)       | 32 %    |
| Partido da Esquerda (V)            | 5 %     |
| Partido Verde (MP)                 | 7 %     |
| Partido dos Democratas Suecos (SD) | 15 %    |
| Iniciativa Feminista (Fi)          | 2 %     |